# Pedeticosaurus
Pedeticosaurus is een geslacht van uitgestorven Crocodylomorpha uit de Clarensformatie (Vroeg-Jura) van Zuid-Afrika. 

## Naamgeving
De typesoort Pedeticosaurus leviseuri werd in 1915 door Egbert Cornelis Nicolaas van Hoepen benoemd op basis van een natuurlijke mal van een grotendeels compleet skelet gevonden in een steengroeve bij Rosendal, Vrijstaat. De geslachtsnaam is afgeleid van het Grieks παιδευτικός, 'instructief'. De soortaanduiding eert Max Leviseur, de secretaris van het museum van Bloemfontein. De mal bewaart het grootste deel van de rechterhelft van het skelet, inclusief de schedel, ribben, ruggenwervels, voor- en achterpoten, maar niet de staart. Het is momenteel gehuisvest in het Nationaal Museum in Bloemfontein en gecatalogiseerd als het holotype NMQR606.
De paleontologen C.E. Gow en James Kitching van het Bernard Price Institute for Palaeontological Research wezen in 1988 een tweede skelet toe aan Pedeticosaurus. Dit skelet werd net onder de Clarens-formatie gevonden in de iets oudere Elliot-formatie. Het is gehuisvest in het Bernard Price Institute en gecatalogiseerd als BP/1/5237. Gow en Kitching classificeerden het als een Pedeticosaurus sp. en beschouwden het als een sphenosuchiër. In 2002 hebben Clark en Sues BP/1/5237 benoemd als de aparte soort Litargosuchus leptorhynchus.
In 1986 stelde James M. Clark dat Pedeticosaurus leviseuri een synoniem was van de bekendere protosuchische soort Protosuchus haughtoni op basis van kenmerken zoals een breed schouderblad met een holle voorrand en een groot squamosum in de schedel. In 2002 stelden Clark en Hans-Dieter Sues dat Pedeticosaurus leviseuri een nomen dubium was, aangezien de kenmerken bij QS 606 te slecht bewaard zijn gebleven om Pedeticosaurus leviseuri als zijn eigen soort te onderscheiden.

## Fylogenie
Van Hoepen benoemde oorspronkelijk de nieuwe familie Pedeticosauridae voor Pedeticosaurus, waarvan hij dacht dat deze nauw verwant was aan de familie Ornithosuchidae. In latere jaren werd Pedeticosaurus geïnterpreteerd als een lid van Sphenosuchia of Protosuchia, die beide groepen kleine krokodillenvormen uit het Jura zijn. Paleontoloog A.D. Walker benoemde in 1968 de nieuwe groep Pedeticosauria, die hij vernoemde naar Pedeticosaurus en nu wordt beschouwd als gelijkwaardig aan Sphenosuchia. 